# Marcilly-en-Beauce
Marcilly-en-Beauce is een gemeente in het Franse departement Loir-et-Cher (regio Centre-Val de Loire) en telt 347 inwoners (2005). De plaats maakt deel uit van het arrondissement Vendôme.

## Geografie
De oppervlakte van Marcilly-en-Beauce bedraagt 6,3 km², de bevolkingsdichtheid is 55,1 inwoners per km².
De onderstaande kaart toont de ligging van Marcilly-en-Beauce met de belangrijkste infrastructuur en aangrenzende gemeenten.

## Demografie
Onderstaande figuur toont het verloop van het inwonertal (bron: INSEE-tellingen).